# AGOVV (zaalvoetbal)
AGOVV was een Nederlandse zaalvoetbalclub uit Apeldoorn. De club speelde van 2020 tot 2023 in de Eredivisie. De zaalvoetbalvereniging van AGOVV werd in 2017 opgericht en fuseerde in 2020 met Futsal Apeldoorn en ging verder als AGOVV Futsal.  
Futsal Apeldoorn was in 2018 ontstaan na een fusie tussen WSV en PFC. Futsal Apeldoorn speelde sinds 2018 in de eredivisie en omdat die club dus al in de eredivisie actief was kon AGOVV gelijk op het hoogste niveau starten in het seizoen 2020/21. Het debuutseizoen duurde echter zeer kort, de competitie werd al na vijf speelronden stilgelegd vanwege de coronapandemie en uiteindelijk ook niet meer uitgespeeld. AGOVV stond toen op de veertiende plaats met een overwinning en vier nederlagen.
Het seizoen 2021/22 was het eerste volledige seizoen in de eredivisie onder de naam AGOVV. De club eindigde op de 9e plaats in de eerste fase. Dit was een plaats te laag om de kampioensgroep te halen. In de degradatiegroep werd AGOVV vervolgens eerste, waardoor het zich voor de play offs om het landskampioenschap wist te plaatsen. In de eerste ronde van die play offs verloor AGOVV van de nummer zes van de kampioensgroep Be ‘79 met 1-3.
In het seizoen 2022/23 eindigde AGOVV op de voorlaatste plaats in de degradatiegroep en dat betekende directe degradatie naar de eerste divisie. De degradatie betekende vervolgens ook het einde van de zaalvoetbalafdeling van AGOVV. Alle teams stapten over naar SC Nowruz, een nieuwe opgerichte vereniging. Omdat dit een nieuwe club is neemt deze de plek in de eerste divisie van AGOVV niet over, maar ging die club twee niveaus lager uitkomen in de Hoofdklasse.

## Competitieresultaten AGOVV 2021–2023
| -- |

| 9 |

| 15 |

| Eredivisie Topdivisie | Eerste divisie | Hoofdklasse |

In elke staaf van de grafiek staat van boven naar beneden vermeld: 
- Eindnotering

Dit is de positie die de club heeft bereikt in de competitie, zonder eventuele beslissings-, play-off- of nacompetitiewedstrijden die nodig zijn geweest om bijvoorbeeld de kampioen van de competitie te bepalen.
Indien een * achter het getal staat is de notering een tussenstand en kan het zijn dat de notering niet overeenkomt met de uiteindelijke eindstand van de competitie.
Staat er een - dan is het seizoen nog bezig en is er geen definitieve uitslag bekend.
Staat er xx op de positie van de notering, dan heeft de club vroegtijdig de competitie verlaten. Dit kan onder andere komen door terugtrekking van het team, faillissement van de club of door een uitgedeelde straf van de KNVB. In veel gevallen staat elders in het artikel de reden vermeld.
Staat er een ? dan is het resultaat uit het verleden onbekend, en is alleen de competitie of het niveau bekend van dat seizoen.
In de seizoenen 2019/20 en 2020/21 werd wegens de coronacrisis het amateurvoetbal afgebroken. Daardoor kennen deze staven geen eindklassering (middels -- weergegeven).
- Competitieniveau en afdelingsletter of Officiële eindstand Eredivisie
  - Competitieniveau en afdelingsletter

Hierbij geeft het getal het niveau weer, dat ook terug te vinden is in de legenda. De letter is de afdelingsaanduiding en wordt gebruikt wanneer er meer afdelingen zijn op hetzelfde niveau. De afdelingsletter is altijd een hoofdletter en wordt meestal zonder nummer gebruikt.
Voorbeeld: 2F is niveau 2e klasse competitie F.
Het competitieniveau en nummer wordt niet vermeld wanneer er slechts één competitie van dit niveau was.
  - Officiële eindstand Eredivisie (getal staat tussen haakjes vermeld)

Sinds de introductie van play-offwedstrijden voor Europees voetbal na afloop van de reguliere competitie in 2005/06, is de KNVB verplicht een eindstand van de Eredivisie door te geven aan de UEFA aan de hand van deze play-offwedstrijden.
Bij deze eindstand staan clubs die zich hebben gekwalificeerd voor Europees voetbal hoger dan clubs die zich niet wisten te kwalificeren. Indien er geen verschil was tussen de eindnotering en de officiële eindstand, staat dit getal niet vermeld.

- Onderafdeling

Hier staat afgekort de naam van de onderafdeling indien de club in dat jaar in een onderafdeling uitkwam. Tevens staat deze afkorting in de legenda en wordt gelinkt naar het artikel over deze onderafdeling. Deze afkorting wordt alleen vermeld wanneer de club in het verleden in verschillende onderafdelingen heeft gespeeld. Deze vermelding is in de staaf altijd in kleine letters. Deze onderafdelingen zijn na het seizoen 1995/96 afgeschaft. Heeft de club in slechts één onderafdeling gespeeld, dan is dit alleen terug te vinden in de legenda.
Onder de staaf staat het jaartal vermeld waarin het seizoen is afgesloten. 15 verwijst naar het seizoen 2014/15 of eventueel het seizoen 1914/15.
Wanneer een staaf leeg is, zijn deze gegevens niet bekend. Het kan ook zijn dat de club dat seizoen niet heeft meegespeeld op het hogere amateurniveau, vroegtijdig de competitie heeft verlaten of uit de competitie is gezet.

In het seizoen 1944/45 was er wegens de Tweede Wereldoorlog geen regulier competitievoetbal.